# Johnny Clarke
Johnny Clarke [džóni klárk'], jamajški pevec roots rock reggaeja in glasbenik, * 12. januar 1955, Jamajka.
Johhny Clarke je odraščal v kingstonskem getu Whitfield Town.
Pri sedemnajstih je za producenta Clancyja Ecclesa posnel svojo prvo pesem God Made the Sea & Sun. Snemal je tudi za Bunnyja Leeja.
V srednjih in poznih 70. je pomagal opredeliti glasbeno zvrstno dobo »flyers«, ki je bila predhodnica zvoka »roots rockers«. Ker je kot gost veliko nastopal po plesnih dvoranah, so ga imeli za prvega pevca dancehalla, bil pa je pravzaprav vsestranski.